# TextMate
TextMate es un editor de textos con GUI para Mac OS X, creado por Allan Odgaard. Es fácilmente personalizable. Muchos de sus usuarios publican las personalizaciones que hacen. Al igual que vi o Emacs, la mayoría de sus usuarios son programadores. También se puede usar para screenwriting, es decir, para hacer grabaciones de vídeo del proceso de escritura.
Entre sus características notables destacan la grabación de Macros, un editor de carpetas y un sistema de paquetes extensible.

## Premios
Textmate 1.5 ganó el "Apple Design Award" a la mejor herramienta para desarrolladores en 2006.